# Katherine Barrell
Katherine Barrell, née le 12 février 1990 à Toronto, est une actrice, productrice, réalisatrice et écrivaine canadienne. Elle est connue pour son rôle d'officier Nicole Haught dans la série télévisée canado-américaine Wynonna Earp.

## Biographie
Katherine Barrell est née à Toronto, dans l'Ontario, au Canada, d'une mère slovène. Elle est allée à l'école secondaire de l'Assomption à Burlington, en Ontario, où elle a eu un rôle de premier plan dans deux jeux d'école, en plus de collaborer avec un ami sur une pièce dans laquelle ils ont écrit, dirigé et fait ensemble.
Elle a dirigé la production de son lycée de The Wizard of Oz et a été membre du Burlington Student Theatre pendant deux ans. Elle a commencé à étudier le théâtre musical au Sheridan College mais a été transférée et concentrée sur des études d'interprétation à l'École de théâtre Georges Brown, où elle a obtenu son diplôme en 2010,. Elle a également fait une formation à l'école de comédie The Groundlings.
Sa société de production, Kit Media, a produit plusieurs courts-métrages et sa courte comédie de 2013, Issues, a été reconnue comme l'un des meilleurs courts-métrages de l'année par Richard Crouse. Elle a actuellement deux longs métrages en développement programmés pour la production en 2017. 

### Vie privée
En juillet 2019, elle déclare dans une interview  pour diva magazine's être bisexuelle. "Je suis attiré par les hommes et les femmes et la personne dont je suis tombée amoureuse est un homme", a-t-elle dit. « J’aimerais qu’il s’agisse de l’être humain dont je suis amoureuse, et non de son sexe. C’est la raison pour laquelle je suis si passionnée à l’idée de préconiser une acceptation égale dans tout le spectre de la sexualité. Aimons simplement qui nous aimons et laissons-nous seuls. Le monde a de plus gros problèmes. ».
Le 8 septembre 2021, Barrell donne naissance à son fils Ronin Barrell Galletti et le 21 mai 2024 à sa fille Celeste Monique Barrell Galletti.

## Filmographie

### Films
| Titre                                               | Années | Rôle            | Genre cinématographique |
| --------------------------------------------------- | ------ | --------------- | ----------------------- |
| Queen of Clubs                                      | 2011   | Joker           | court-métrage           |
| Poe                                                 | 2011   | Rowena          | film                    |
| Lost and Found                                      | 2013   | Ellen           | court-métrage           |
| The Ties Between US                                 | 2013   | Amy             | court-métrage           |
| Issues                                              | 2013   | Rachel Stephens | court-métrage           |
| The Scarehouse                                      | 2014   | Jaqueline Gill  | film                    |
| Canadian Star                                       | 2015   | Elle-même       | Documentaire            |
| My Ex-Ex                                            | 2015   | Mary            | film                    |
| Definition of Fear                                  | 2015   | Victoria Burns  | film                    |
| Mature Young Adults                                 | 2015   | Productrice     | court-métrage           |
| The Christmas Ballerina                             | 2016   | Beth            | film                    |
| Girls Night Out (Soirée de cauchemar entre copines) | 2017   | Sadie           | film                    |
| Lake Placid: Legacy                                 | 2018   | Jade            | téléfilm                |
| Sur la route du père Noël                           | 2023   | Lori-Jo         | téléfilm                |

### Télévision
| Titre                   | Années      | Rôle                | Notes                                                          |
| ----------------------- | ----------- | ------------------- | -------------------------------------------------------------- |
| Lost Girl               | 2012        | Maisie              | Saison 2/ Épisode 15 Jeunesse mortelle                         |
| Les Enquêtes de Murdoch | 2012        | Marley Rosevear     | Saison 5/ Épisode 11 Jeu de piste                              |
| Off2Kali Comedy         | 2012        | Various             | Saison 1/ Épisode 1 Indian Guy + White Name = PROBLEM!         |
| Reign                   | 2014        | Pretty Servant Girl | Saison 1/ Épisode 21 Longue vie au roi                         |
| The Listener            | 2014        | Alya King           | Saison 5/ Épisode 3 La Danseuse                                |
| Les Enquêtes de Murdoch | 2014        | Ruby Rosevear       | Saison 8/ Épisode 6 Une admiration sans limites                |
| Saving Hope             | 2015        | Dixie Kolesnyk      | Saison 4/ Épisode 7 Une oreille attentive                      |
| Wynonna Earp            | 2016 - 2021 | Nicole Haught       | Rôle récurrent (saison 1 et 2), rôle principal (saison 3 et 4) |
| Workin' Moms            | 2017        | Alicia Rutherford   | Rôle récurrent                                                 |
| Un soupçon de magie     | 2020 - 2021 | Joy Harper          | Saison 6, rôle récurrent. Saison 7.                            |

## Récompenses et nominations
| Année | Récompense            | Catégorie             | Œuvre nommée | Résultat   | Ref    |
| ----- | --------------------- | --------------------- | ------------ | ---------- | ------ |
| 2019  | Prix Écrans canadiens | Audience Choice Award | Wynonna Earp | Nomination | [ 11 ] |
| 2020  | Prix Écrans canadiens | Audience Choice Award | Wynonna Earp | Lauréat    | [ 12 ] |